# Llandrinio
Llandrinio är en community i Storbritannien.   Den ligger i kommunen Powys och riksdelen Wales, i den södra delen av landet, 240 km nordväst om huvudstaden London.
Förutom den lilla byn Llandrinio finns även en större by, Arddlin, i communityn.